# Manuel Joaquim da Silveira
Dom Manuel Joaquim da Silveira, primeiro e único conde de São Salvador, (Rio de Janeiro, 14 de abril de 1807 - Bahia, 23 de junho de 1875) foi um sacerdote católico brasileiro, tendo sido cônego da Capela Imperial e capelão de esquadra, chegando a se tornar o décimo oitavo arcebispo da arquidiocese da Bahia e Primaz do Brasil, em 1861.

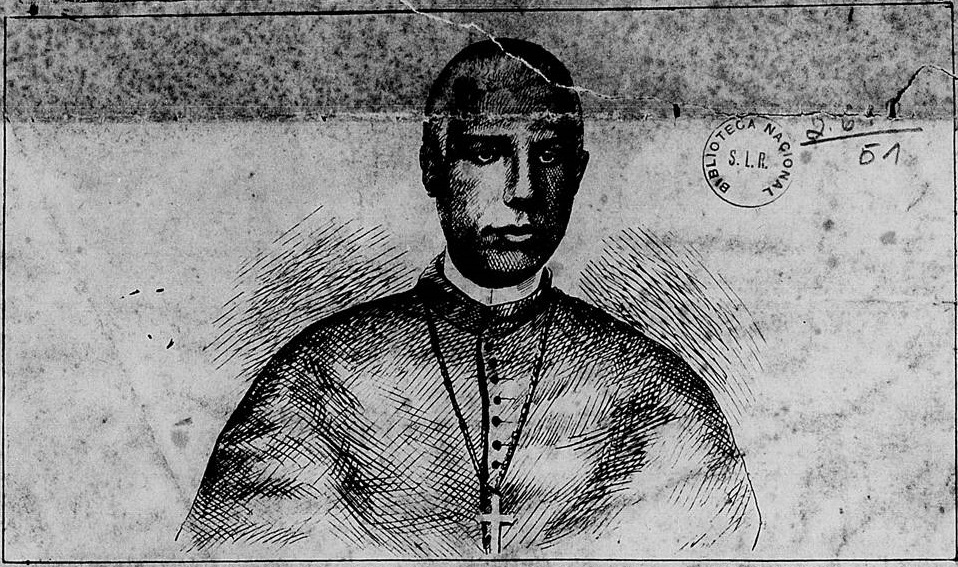
D. Manuel Joaquim da Silveira, arcebispo da Bahia, conde de São Salvador (Revista Illustrada, Salvador [BA]: Typ. Americana, 1872).

Filho de Antônio Joaquim da Silveira e de Maria Rosa da Conceição.
Participou da comitiva que foi buscar a princesa Teresa Cristina de Bourbon-Duas Sicílias em Nápoles, além de ter celebrado o consórcio das princesas imperiais do brasil D. Isabel e D. Leopoldina.
Do conselho imperial, recebeu os graus de comendador da Imperial Ordem de Cristo, de oficial da Imperial Ordem do Cruzeiro e da Ordem de Francisco I das Duas Sicílias.